# أليس ميلر
أليس ميلر (بالفرنسية: Alice Miller)‏ (و. 1923 – 2010 م) هي نفسانية، واجتماعية، ورسامة، وكاتِبة، من بولندا، ولدت في بيوتركوف تريبونالسكي، توفيت في سانت ريمي دي بروفنس، عن عمر يناهز 87 عاماً. أحدث كتابها «دراما الطفل الموهوب» ضجة وتصدر مبيعات الكتب العالمية بعد ترجمته إلى اللغة الإنجليزية عام 1981. أصبحت نظرتها حول عواقب إساءة معاملة الأطفال ذات تأثير كبير. ابتعدت في كتبها عن التحليل النفسي، معتبرةً إياه شكلًا من أشكال الإساءة للطفل.

## حياتها
ولدت ميلر في مدينة بيوتركوف تريبونالسكي البولندية لأسرة يهودية. كانت الابنة الكبرى لوالديها غوتستا وميلخ إنجلارد، وكانت تبلغ شقيقتها إرينا من العمر 5 سنوات حينها. عاشت العائلة في برلين بين عامي 1931 و1933 حيث تعلمت الطفلة أليسيا اللغة الألمانية. اضطرت العائلة للرجوع إلى منزلها في بيوتركوف تريبونالسكي عام 1933 بعد وصول الحزب النازي إلى الحكم في ألمانيا بقيادة أدولف هتلر. خلال شبابها، تمكنت ميلر من الهرب من الحارات اليهودية في بيوتركوف تريبونالسكي حيث اعتقل كل اليهود وخضعوا للإقامة الجبرية منذ أكتوبر عام 1939، ونجت من الحرب العالمية الثانية في وارسو تحت اسمها المستعار «أليسيا روستوفسكا». تمكن من تهريب أمها وأختها خارج الحي اليهودي إلا أن أباها توفي هناك عام 1941.
احتفظت باسمها المستعار «أليسيا روستوفسكا» بعد وصولها إلى سويسرا في عام 1946، وحصلت على منحة دراسية في جامعة بازل.
تزوجت ميلر عام 1949 من الباحث الاجتماعي السويسري أندرياس ميلر ذو الأصل البولندي الكاثوليكي، والذي انتقلت معه كتلميذة من بولندا إلى سويسرا. انفصل الشريكان في عام 1973. أنجب الزوجان طفلين، مارتن (ولدت عام 1950) وجوليكا (ولدت في عام 1956). أعلن مارتن على صحيفة دير شبيغل بعد فترة قصيرة من وفاة والدته بأنه تعرض للضرب من قبل أبيه الاستبدادي خلال سنوات طفولته وبحضور أمه. أوضح ميلر بأن أمه اعترضت زوجها في البداية ولكنها لم تتدخل لاحقًا. حصل هذه الأحداث قبل عقود من إدراك أليس حول مخاطر هذا الأسلوب بتربية الطفل. ذكر مارتن بأن أمه لم تتمكن من الكلام معه حول ذلك، رغم كلامها المطوّل حول تجارب الحرب التي عاشتها وأرهقتها.
حصلت ميلر في عام 1953 على شهادة الدكتوراه في الفلسفة وعلم النفس وعلم الاجتماع. درست ميلر التحليل النفسي بين عامي 1953 و1960 ومارسته بين عامي 1960 و1980 في زيوريخ.
في عام 1980، بعد عملها كمحللة نفسية ومدربة تحليلية لعشرين عامًا، توقفت ميلر عن ممارسة وتدريس التحليل النفسي بهدف التفرغ لدراسة منهج الطفولة. انتقدت كل من سيغموند فرويد وكارل يونج. اقتبست كتبها الثلاثة الأولى من بحث أجرته على نفسها كردة فعل لما وصفته بنقط عمياء ضمن مجالها. بعد نشر كتابها الرابع، لم تعتقد ميلر بإمكانية تطبيق التحليل النفسي أبدًا في أي مجال.
عام 1985 كتبت ميلر حول البحث الذي أجرته حول سنوات حياتها كمحللة نفسية: «راقبت الناس لعشرين عامًا وهم ينكرون صدمات الطفولة ويبجلون آباءهم ويقاومون حقيقة طفولتهم بكل الوسائل». غادرت ميلر سويسرا عام 1985 وانتقلت للعيش في سان ريمي دو بروفنس جنوب فرنسا.
حصلت عام 1986 على جائزة يانوش كورتشاك الأدبية عن كتابها «ما لست على علم به: خيانة المجتمع للطفل». أعلنت ميلر عام 1987 خلال مقابلة أجرتها مع الصحيفة الألمانية (علم النفس اليوم) رفضها للتحليل النفسي. ألغت عضويتها في السنة التالية من جمعية التحليل النفسي ورابطة الدولية للتحليل النفسي، لأنها شعرت بأن نظرية التحليل النفسي وممارستها جعلت من المستحيل على الطفل الضحية الذي تعرض للإساءة من فهم الانتهاكات التي ألمّت به والعواقب التي تبعت تلك الإساءة، كونها بقيت في إطار إلقاء اللوم على الطفل والدفاع عن الوالدين.
نُشر أحد كتب ميلر بعنوان «صور حياتي» عام 2006. وهي سيرة ذاتية غير رسمية تستكشف فيه الكاتبة سيرتها العاطفية في ضوء طفولتها الأليمة، وعن تطور نظرياتها ورؤى لاحقة، روتها عبر عرض ومناقشة 66 من لوحاتها الأصلية التي رسمتها بين عامي 1973 و2005.
بين عام 2005 ووفاتها في عام 2010، أجابت ميلر على مئات الرسائل على موقها، الذي يتضمن أيضًا مقالات منشورة ونشرات مقابلات في ثلاث لغات. كتبت قبل بضعة أيام من وفاتها: «ستبقى هذه الرسائل كشاهد مهم أيضًا بعد وفاتي بموجب حقوق الطبع والنشر الخاصة بي».
توفيت ميلر في 14 أبريل عام 2010 عن عمر ناهز ال87 في منزلها في سان ريمي دو بروفنس منتحرة بعد معاناة شديدة مع المرض وتشخيصها إصابتها بمرحلة متقدمة من سرطان البنكرياس.

## عملها
وسعت ميلر نموذج الصدمات النفسية للاضطرابات النفسية لتضمن جميع أشكال إساءة الأطفال، بما فيها تلك الأفعال التي اعتبرت مقبولة (مثل الصفع) والتي أسمته ب«البيداغوجية السامة»؛ وهي الممارسات التقليدية التي اتبعها الأهل لتربية أطفالهم ولكن أثبت العلم الحديث كونها أفعال قمعية ومؤذية.
معتمدةً على عملها في التاريخ النفسي، حللت ميلر شخصيات كل من الكاتبات فيرجينيا وولف وفرانز كافكا وآخرين غيرهم لإيجاد العلاقة بين تأثير الصدمات التي يتلقونها خلال طفولتهم على مسار حياتهم في المستقبل والنتائج التي خرجوا بها.

تضمنت مقدمة كتاب ميلر الأول الذي نُشر عام 1979 تحت عنوان «دراما طفل موهوب» سطرًل يلخص جوهر آرائها: 
«علمتنا التجربة أننا نمتلك سلاحًا واحدًا منيعًا أمام صراعنا مع المرض النفسي: الاكتشاف العاطفي والتقبل العاطفي لحقيقة الفرد والتاريخ الفريد لطفولتنا».
خلال تسعينيات القرن الماضي، أيّدت ميلر بشدة الأسلوب الذي طوّره كونراد ستيتباكر. والذي بدوره اتّهم لاحقًا بالاعتداء الجنسي. تعرفت ميلر على ستيتباكر وأساليبه من كتاب لمارييلا مير بعنوان «العصر الحجري». نظرًا لإعجابها الشديد بالكتاب، تواصلت ميلر مع مير لتصل إلى اسم المعالج النفسي المذكور في الكتاب. منذ ذلك الوقت، رفضت ميلر عن إعطاء توصيات سواء بخصوص المعالج أو أساليبه. أوضحت ميلر في رسائل مفتوحة كيف أنها كانت تابعة بأفكارها إلى ستيتباكر، ولكنها في النهاية ابتعدت عنه عن علاجاته النفسية المتقهقرة.
أوضحت ميلر بحذر في كتاباتها إلى أنها لم تعني بكلمة «إساءة» فقط العنف الجسدي أو الجنسي، بل اهتمامها أيضًا بالإساءة النفسية التي يرتكبها أحد الأبوين أو كلاهما تجاه الطفل؛ إنه لمن الصعب تحديد والتعامل مع هذا النوع من الإساءة لأنه من المرجح على الطفل أن يخفي الموضوع عن نفسه، وقد لا يكون على علم به حتى حصول حدث ما يتطلب علاجه، مثل إصابته بالاكتئاب. ألقت ميلر باللوم على الآباء المعنفين نفسيًا لأطفالهم في معظم حالات الاضطرابات العقلية والعصبية. وأكدت على أن جميع حالات الاضطراب النفسي والإدمان والجريمة والتعصب الأعمى سببها الأساسي هو الغضب والألم المكبوت كنتيجة من صدمة الطفولة اللاواعية والتي لم تُحل عاطفيّا أو تقدم للطفل يد المساعدة، ومن هنا توصلت إلى مصطلح «الشاهد المستنير». في جميع الثقافات، «عُدّ إقحام الوالدين هو القانون الأعلى» كتبت ميلر. حتى الأطباء النفسيون والمحللون النفسيون وعلماء النفس السيري كان لديهم خوف لاواعي تجاه إلقاء اللوم على الوالدين عندما يعود إلى الاضطرابات النفسية لأطفالهم. وفقًا لميلر، حتى خبراء الصحة العقلية كانوا نتاج للبيداغوجيا السامة التي تعرضوا لها في طفولتهم. هذا ما يفسر سبب كون وصية «إكرام الأهل» أحد أهدافها الأساسية في مدرستها للطب النفسي.

## التعليم
تعلمت في جامعة بازل.

## وصلات خارجية
- أليس ميلر على موقع IMDb (الإنجليزية)
- أليس ميلر على موقع كينوبويسك (الروسية)